# Pivitsheide V. L.
Pivitsheide V. L. ist ein Ortsteil von Detmold im nordrhein-westfälischen Kreis Lippe in Deutschland.

## Name
Das Kürzel „V. L.“ steht für die Vogtei Lage, zu der das Dorf früher gehörte. Die Herkunft des Namens ist ungewiss. Er könnte entweder vom plattdeutschen Begriff „Püiwitk“ (Kiebitz) oder von „Piuits“ (arme Leute) stammen. Neben Pivitsheide V. L. gibt es noch Pivitsheide V. H. Das Kürzel „V. H.“ steht hier für „Vogtei Heiden“. Beide ehemals selbständigen Orte wurden am 1. Januar 1970 in die Stadt Detmold eingemeindet.

## Geographie
Pivitsheide V. L. liegt etwa acht Kilometer westlich von der Detmolder Stadtmitte. Der Ort wird vom Rethlager Bach durchflossen, dessen Ursprung die Rethlager Quellen sind. Er ist in großen Abschnitten seines Verlaufes naturnah belassen und bildet in der Ortsmitte den sehenswerten Rethlager Mühlenteich. In der Nähe lag auch die Endstation der Straßenbahnlinie 8 der Straßenbahn Detmold, die vom Detmolder Bahnhof über Heidenoldendorf bis nach Pivitsheide V. L. führte und insgesamt 6,8 Kilometer lang war. Der Betrieb wurde im Jahr 1928 aufgenommen und endete 1954, um dem Individualverkehr Platz zu machen.
An der südlichen Grenze des Ortes liegt die Dörenschlucht, durch die eine Passstraße über den Teutoburger Wald führt. Hier befindet sich ein kleiner, verlassener Soldatenfriedhof, der von einem Gefecht in den letzten Kriegstagen des Zweiten Weltkriegs zeugt. Eine Einheit der Waffen-SS hatte sich hier verschanzt, um den Vormarsch der amerikanischen Truppen aufzuhalten. Nach dem Abschuss von sieben amerikanischen Sherman-Panzern mussten sie sich in den nahegelegenen Steinbruch zurückziehen, wo 35 deutsche Soldaten und eine unbekannte Zahl von Amerikanern ihr Leben verloren.

## Geschichte
Pivitsheide V. L. wird 1590 als vffm Pifit erstmals schriftlich erwähnt.

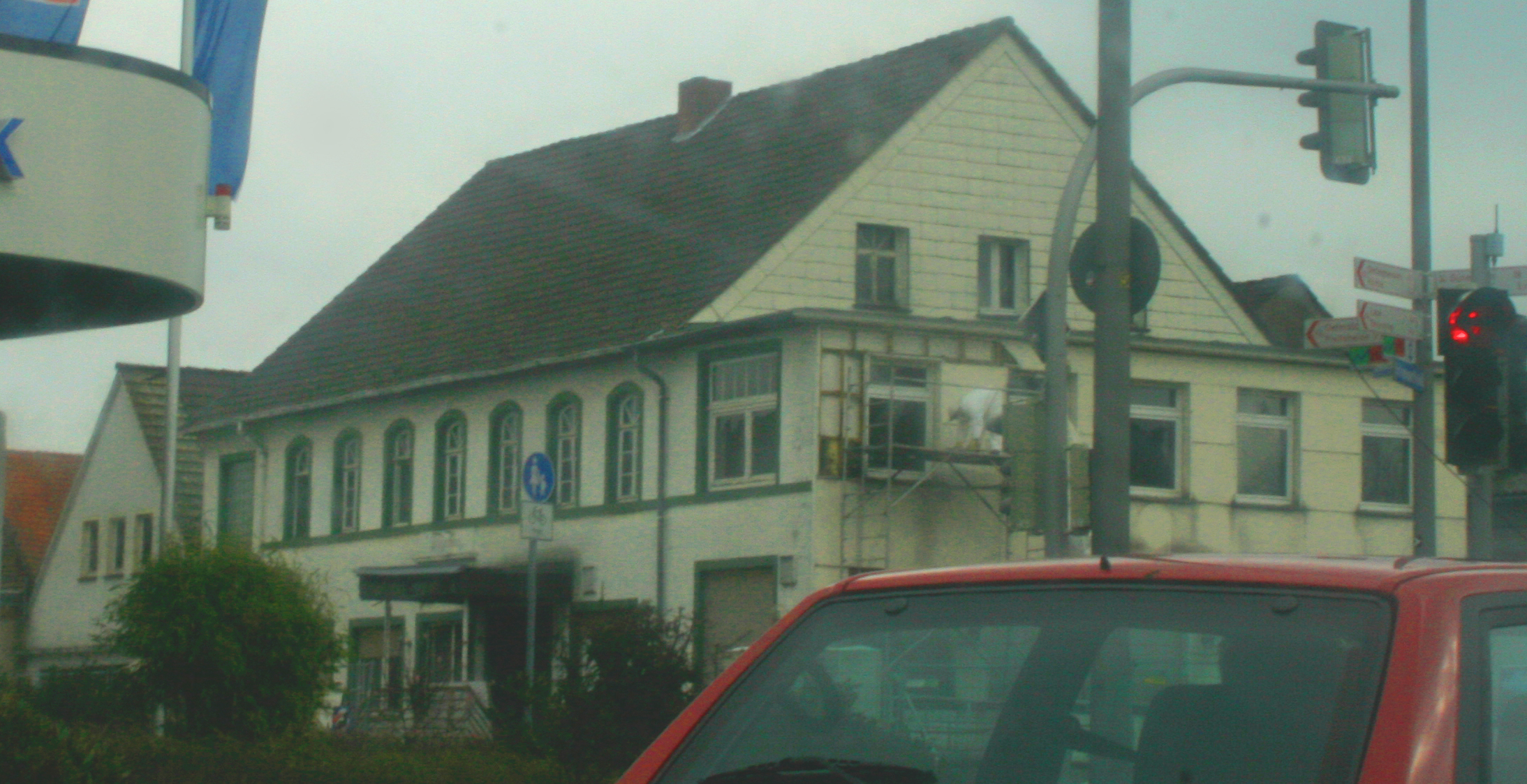
Der historische Eichenkrug

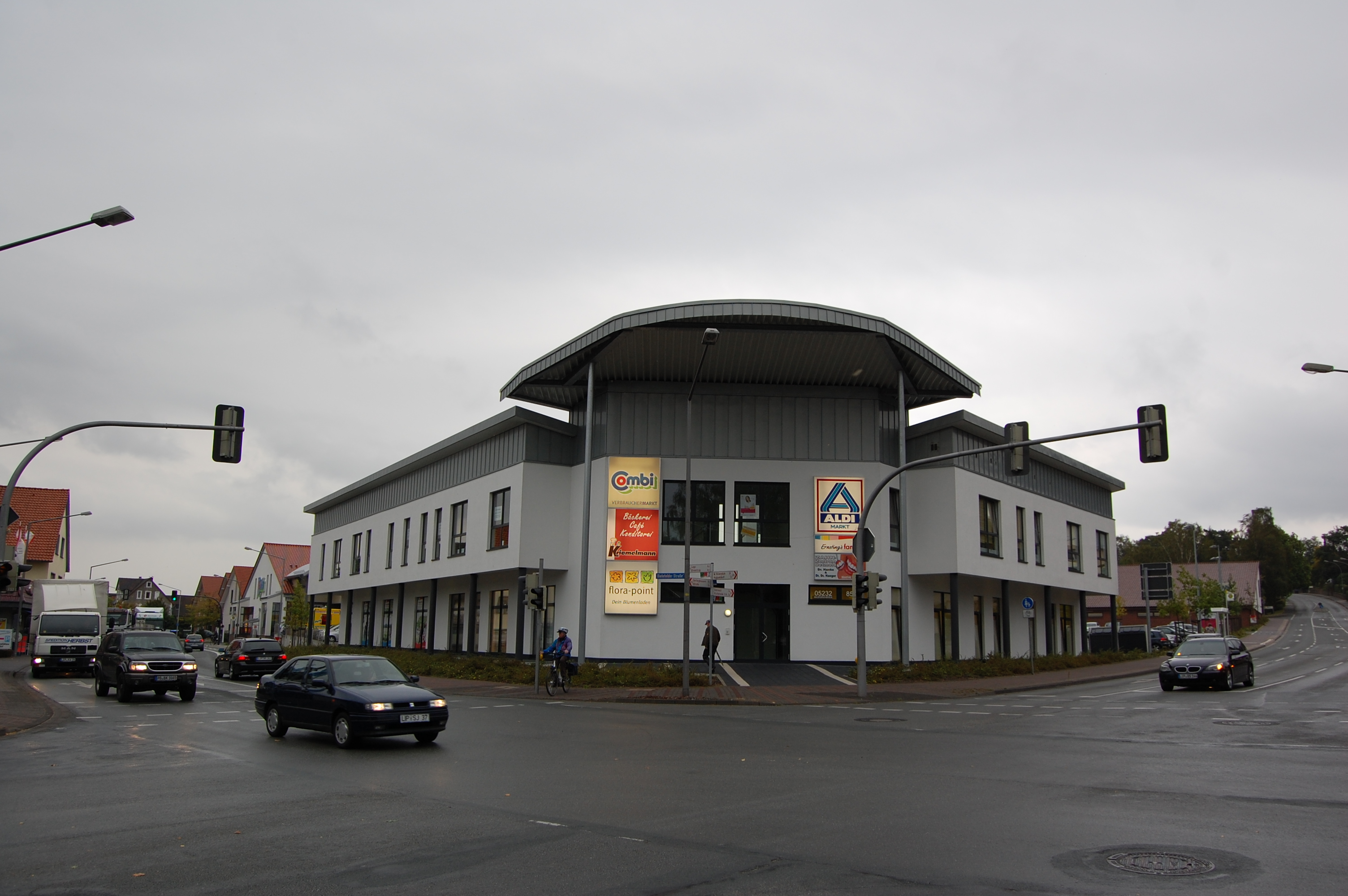
Einkaufszentrum Eichenkrug 2012

Im März 2009 wurde die 1847 erbaute Traditionsgaststätte Eichenkrug samt Nebengebäuden und einem historischen Fachwerkhaus abgerissen. Die das Ortsbild prägende Häuserzeile stand zuvor jahrelang leer, auf dem freigewordenen Gelände ist im Jahr 2010 das Einkaufszentrum Eichenkrug entstanden. 2019 wurde die Kirche Heilig Geist abgerissen.

## Politik
Ortsbürgermeister ist derzeit Rüdiger Scheuß (SPD), die Vertreterin im Stadtrat ist ferner Celina Lamm (SPD).